# Fourneaux (Loire)
Fourneaux ist eine französische Gemeinde mit 567 Einwohnern (Stand 1. Januar 2022) im Département Loire in der Region Auvergne-Rhône-Alpes (vor 2016 Rhône-Alpes). Sie gehört zum Arrondissement Roanne und zum Kanton Le Coteau. Die Einwohner werden Fourneausiens genannt.

## Geographie
Die Gemeinde Fourneaux liegt an der Grenze zum Département Rhône, etwa 22 Kilometer südöstlich von Roanne. Im Süden der Gemeinde verläuft der Fluss Gand, an der nördlichen Gemeindegrenze das Flüsschen Écoron. Umgeben wird Fourneaux von den Nachbargemeinden Amplepuis im Norden und Nordosten, Machézal im Osten und Südosten, Chirassimont im Südosten, Saint-Just-la-Pendue im Süden und Südwesten, Croizet-sur-Gand im Südwesten, Saint-Symphorien-de-Lay im Westen sowie Lay im Westen und Nordwesten.
Durch die Gemeinde führt die Route nationale 7.

## Bevölkerungsentwicklung
| Jahr                       | 1962 | 1968 | 1975 | 1982 | 1990 | 1999 | 2006 | 2015 | 2022 |
| -------------------------- | ---- | ---- | ---- | ---- | ---- | ---- | ---- | ---- | ---- |
| Einwohner                  | 606  | 565  | 508  | 490  | 528  | 548  | 633  | 596  | 567  |
| Quellen: Cassini und INSEE |      |      |      |      |      |      |      |      |      |

## Sehenswürdigkeiten
- Kirche Saint-'Michel
- Schloss L’Aubepin, ursprünglich als befestigter Hof angelegt, im 14. und 17. Jahrhundert umgebaut
- Schloss Sarron aus dem 20. Jahrhundert mit der Schlosskapelle Saint-Laurent

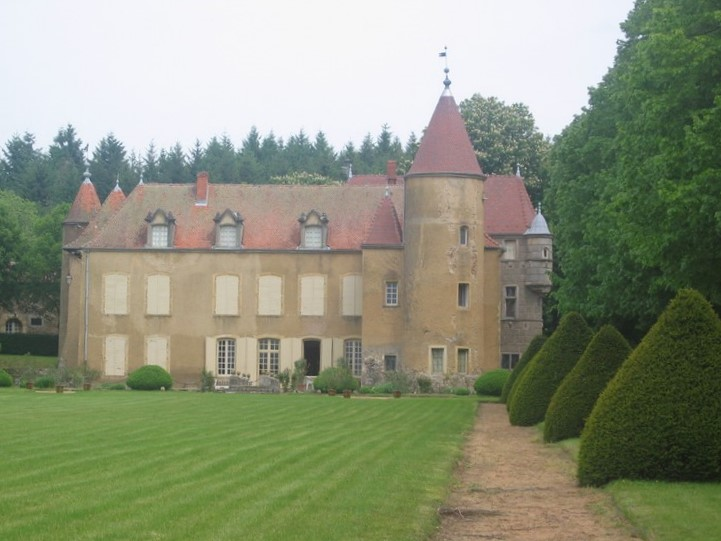
Schloss L’Aubepin
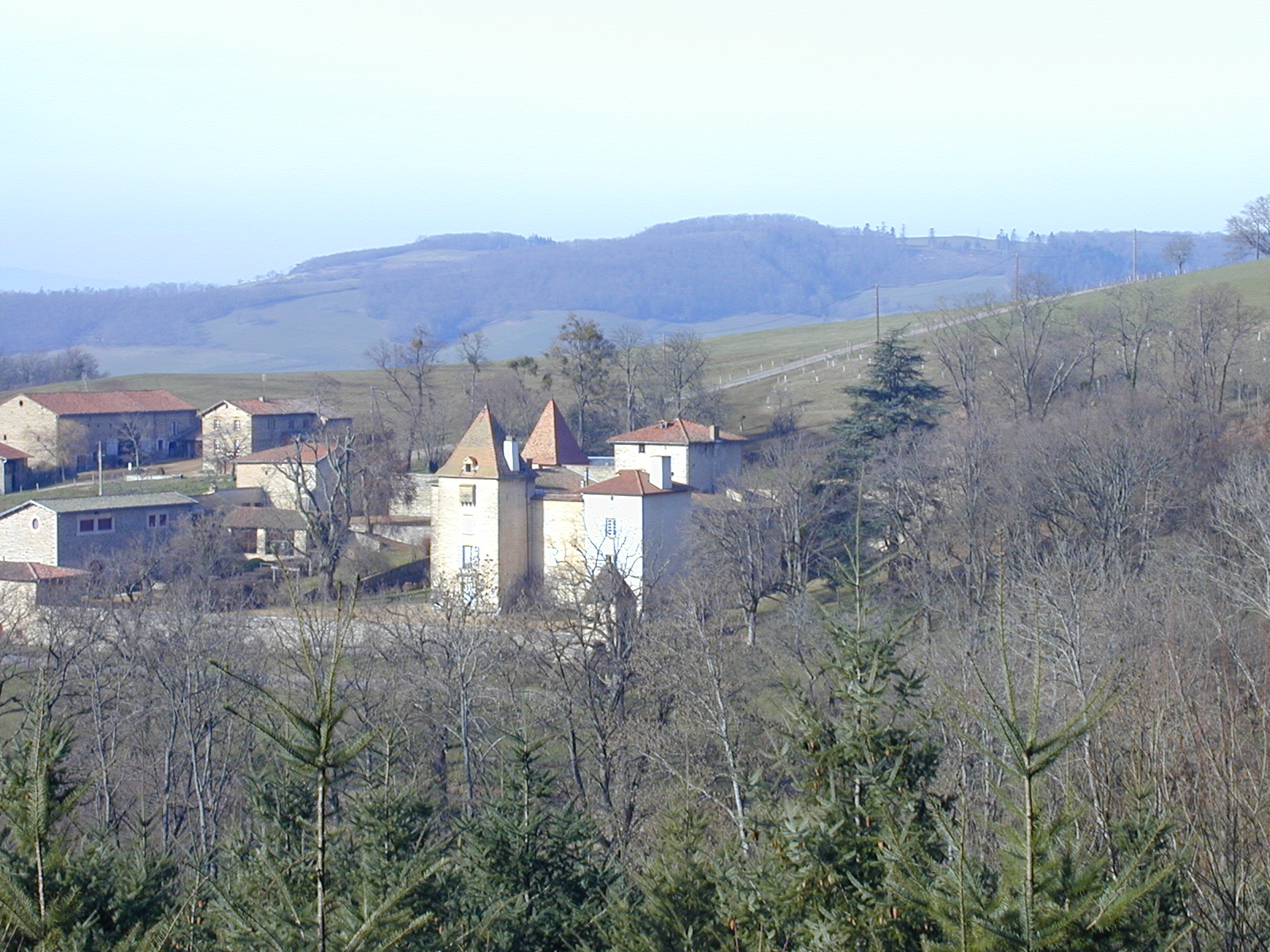
Schloss Sarron